# Petit Palais de Aviñón
El Petit Palais («Palacio pequeño») es un antiguo palacio actualmente convertido en museo que se encuentra en la ciudad de Aviñón (Francia). Alberga una rica colección de arte de la Edad Media y del Renacimiento temprano, con unos 390 cuadros y 600 esculturas.
Forma parte del Patrimonio de la Humanidad desde el año 1995, junto con el palacio de los papas, la catedral y puente sobre el Ródano, además del antiguo recinto amurallado.
Está situado en el lado occidental de la plaza del palacio de los papas. 

## Historia
Se construyó como residencia de un cardenal en el año 1317. Se le llamó Palacio pequeño para distinguirlo del Palacio de los Papas. Fue construido antes del Cisma de Occidente por el cardenal Bérenger Fredoli el Viejo h. 1318-20, con cuatro alas alrededor de un claustro y un patio de servicio. El palacio y unos pocos edificios que lo rodeaban fueron comprados a la muerte de Fredoli en 1323 por el cardenal Arnaud de Via, sobrino del papa reinante.  No obstante, de Via falleció en 1335. Fue adquirido por el papa Juan XXII en 1336 para compensar al obispo por la demolición de su palacio para permitir la construcción del palacio de los papas. 
Durante los siglos XIV y XV, este Pequeño Palacio fue ampliándose progresivamente. El edificio fue atacado y bombardeado por usarse, desde 1396 hasta 1411 como una ciudadela fortificada durante el Cisma de Occidente, y estaba hecho una ruina al final de la guerra. En la segunda mitad del siglo XV, el obispo Alain de Coëtivy y su sucesor, Giuliano della Rovere (el futuro papa Julio II) llevaron a cabo obras de restauración, dando al Palacio más o menos su apariencia actual para el año 1503.  Della Rovere llegó a Aviñón en 1474, habiendo sido nombrado obispo de Aviñón y legado papal de Aviñón por su tío, el papa Sixto IV. Añadió las fachadas meridional y occidental, en estilo renacentista italiano (con óculos, una puerta que da al oeste coronada con un frontón triangular, molduras en las ventanas y su insignia dando al sur) y, en 1487, una torre (que se derrumbó en 1767).  El palacio vino a ser conocido como el palacio del Arzobispo cuando la ciudad ascendió a la categoría de arzobispado poco después de que della Rovere asumiera el cargo.
Durante la Revolución francesa, el palacio fue nacionalizado y vendido, convirtiéndose en una escuela secundaria católica en el siglo XIX y, desde 1904 hasta 1976, una escuela profesional y técnica.

## Museo
Actualmente es un museo y galería de arte, llamado Musée du Petit Palais. Se inauguró en 1976 y tiene una colección excepcional de pinturas renacentistas de la escuela de Aviñón así como de maestros italianos, que recoge más de 300 pinturas de «primitivos» de la colección del empresario italiano Giampietro Campana. 
La Colección Campana fue adquirida por una suma récord por Napoleón III, después de que su propietario fue acusado de malversación por invertir en arte grandes sumas de dinero de un banco que él gestionaba. Varias de las principales joyas de esta colección ingresaron en el Louvre, como una de las tablas de La Batalla de San Romano de Paolo Uccello. Las obras consideradas de interés menor se dispersaron por diversos museos menores, hasta que fueron reunidas en Aviñón.
Entre los artistas representados se hallan:  Simone Martini, Paolo Veneziano, Lippo Memmi, Taddeo Gaddi, Agnolo Gaddi (El Calvario), Ambrogio Lorenzetti, Bartolo di Fredi, Giovanni Baronzio, Lorenzo di Bicci, Jacopo del Casentino, Mariotto di Nardo, Jacopo di Cione, Puccio di Simone, Paolo di Giovanni Fei, Turino Vanni, Simone dei Crocifissi, Angelo Puccinelli, Girolamo Marchesi, Niccolo di Pietro Gerini, Niccolò di Tommaso, Francescuccio Ghissi, Sandro Botticelli (La Virgen y el Niño), Vittore Carpaccio (Sacra conversazione),  Lorenzo Monaco, Carlo Crivelli, Vittorio Crivelli, Sano di Pietro, Matteo di Giovanni, Benvenuto di Giovanni, Taddeo di Bartolo, Andrea di Bartolo Cini, Benozzo Gozzoli, Lorenzo di Credi (taller), Antonio Vivarini, Bartolomeo Vivarini, Liberale da Verona, Pesellino, Jacopo del Sellaio, Neri di Bicci, Cima da Conegliano, Vecchietta, Giovanni di Paolo, Jacopo di Paolo, Cosimo Rosselli, Ludovico Mazzolino, Ridolfo del Ghirlandaio, Giovanni da Udine, Biagio di Antonio Tucci, Benvenuto di Giovanni, Bartolomeo Veneto, Ambrogio Bergognone, Francesco Botticini, Antoniazzo Romano, Bonifacio Bembo, Marco Palmezzano, Bernardino Fungai, Louis Bréa, Josse Lieferinxe y Enguerrand Quarton.